# Two Is Better Than One
»Two Is Better Than One« je naslov pesmi, ki jo je napisal Martin Johnson. Izvedel jo je Bostonski rock band Boys Like Girls. Vključena je na njihov drugi glasbeni album, imenovan Love Drunk, ki je izšel leta 2009. Pesem je drugi uradni singl iz albuma. V pesmi poje tudi Taylor Swift, kar je bilo drugič v zgodovini glasbe, da je country-pop ustvarjalec vpleten v uspešen singl precej bolj kot glavni izvajalci. Prvič se je to zgodilo, ko je country pevec Tim McGraw skupaj z raperjem Nellyjem posnel pesem »Over and Over«, ki je pristala na tretjem mestu glasbene lestvice Billboard Hot 100.
Ker je popularnost singla naraščala, je pesem postal tretji singl banda Boys Like Girls, ki je dva zaporedna tedna ostal med prvimi štiridesetimi pesmimi na lestvici Billboard Hot 100. Pesem je tudi enaindvajseti singl Taylor Swift, ki se je uvrstil med prvih štirideset pesmi na lestvici. 9. januarja 2010 je pesem postala prvi singl banda Boys Like Girls, ki je pristal med prvimi dvajsetimi pesmimi na lestvici Billboard Hot 100 ter tako postal njihov najuspešnejši singl, kar ostaja še danes, in enajsti singl Taylor Swift, ki se je na zgoraj omenjeni lestvici uvrstil med prvih dvajset pesmi.

## Sprejem
Singl je izšel tudi na radijskih postajah v Združenih državah Amerike in sicer 19. oktobra leta 2009. Pesem »Two Is Better Than One« je pristala na dvaindevetdesetem mestu lestvice Billboard Hot 100. Teden po uvrstitvi se pesem ni uvrstila na lestvico, vendar je nato ponovno pristala na devetinsedemdesetem, v naslednjem tednu pa še na štiriinšestdesetem mestu lestvice. Od takrat je pesem postala tudi prvi singl banda Boys Like Girls, ki je na tej lestvici pristal med prvimi štiridesetimi pesmimi in enaindvajseti singl Taylor Swift, ki se je na tej lestvici uvrstil med prvih štirideset pesmi. Je tudi največja uspešnica skupine do danes.

## Videospot
Posneli so tudi videospot za pesem. Taylor Swift se v videospotu sicer ne pojavi, vendar se še vedno sliši njene vokale. Videospot je režiral Meiert Avis. V njem se pojavita Erik Huffman iz oddaje Survivor: Kitajska in Mika Combs iz oddaje The Amazing Race 15. Videospot prikaže razmerje med parom (zaigrala sta ju Erik Huffman in Mika Combs). Prikazane so bile tudi scene, kjer na hodniku nastopa glasbena skupina, začnejo pa se z Johnsonom, kako sam igra kitaro, dokler ne vstopijo tudi ostali člani skupine.

## Dosežki in certifikacije

### Dosežki
| Lestvica (2009 – 2010)             | Dosežek |
| ---------------------------------- | ------- |
| Canadian Hot 100                   | 18      |
| U.S. Billboard Hot 100             | 18      |
| U.S. Mainstream Top 40 (Pop Songs) | 7       |
| U.S. Adult Contemporary            | 29      |

### Certifikacije
| Država                  | Certifikacija |
| ----------------------- | ------------- |
| Združene države Amerike | Platinasta    |